# ナカタニD.
ナカタニ D.（なかたに ディー、1964年6月29日 - ）は、日本の漫画家。兵庫県出身。大阪芸術大学芸術学部卒業。日本メンタルヘルス協会公認カウンセラー。

## 略歴
大学在学中に『週刊少年ジャンプ』でデビュー。卒業後は関西ペイントに入社。数年で退社し、アートディレクター、プランナー、会社経営を経て、1994年から漫画家として本格的に活動する。小池一夫塾で漫画を学ぶ。1999年1月に声優の宮村優子と結婚したが、翌年に離婚。2009年より京都精華大学マンガ学部マンガ学科の非常勤講師も務める。

## 作品リスト
- DAWN -陽はまた昇る-（原作：倉科遼、ビッグコミックスピリッツ）
- 漫画セクハラ専門学校（スピリッツ増刊IKKI）
- はたらくおねえさんの制服ずかん
- 三代目魚武濱田成夫伝
- ハレハレなおくん
- 東京都立不安病院
- にくげなるちご
- MIZUE COLLECTION 3003 THE SCHOOL GIRL 可憐教育制服（標準型）（2002年、Lemni3003 第1號 未だ見ぬ女神たちへ、光文社）
- MIZUE COLLECTION 3003 THE SCHOOL GIRL 可憐教育教科（保健体育）（2003年、Lemni3003 第2號 戦争に宣戦布告!、光文社）
- MIZUE COLLECTION 3003 THE SCHOOL GIRL 可憐教育マニュアル（2003年、Lemni3003 第3號 ロボット!ロボット!!、光文社）
- マンガでわかる上司と部下の職場系心理学
- マンガ・パソコンの作り方
- SHIN-DO（原作：来賀友志）
- 百合子のひとりめし（原作：久住昌之）
- んなアホな!!（原作：倉科遼）
- 定食ハニー（週刊漫画ゴラク）
- カイシャの宿題（週刊漫画サンデー）
- お聞くさん（ビッグコミックオリジナル）
- リバーシブルマン（コミックブレイク）
- バックステージ（ビッグコミックオリジナル）